# Fallen (Lied)
Fallen ist die achte Single der dänischen Heavy-Metal-Band Volbeat. Es ist die erste Singleauskopplung aus ihrem vierten Studioalbum Beyond Hell / Above Heaven. Fallen war die erste Single von Volbeat, die auch außerhalb Dänemarks Chartplatzierungen erreichte.

## Entstehung
Das Lied wurde im Frühjahr 2010 in den Hansen Studios in der dänischen Stadt Ribe aufgenommen. Text und Musik wurden vom Sänger und Gitarristen Michael Schøn Poulsen geschrieben. Produziert wurde das Album von Jacob Hansen, der auch Hintergrundgesänge beisteuerte. Für das Lied wurde ein Musikvideo gedreht, welches zum großen Teil Aufnahmen vom Auftritt von Volbeat beim Musikfestival Rock am Ring im Juni 2010 enthält.
Michael Schøn Poulsen widmete das Lied seinem Vater, der im Juni 2008 verstarb.

„Er hat mich während meiner gesamten musikalischen Karriere begleitet und unterstützt. Außerdem spielte ich ihm jede meiner Kompositionen vor und fragte nach seinem Urteil. […] Aber im Leben gibt es immer Licht und Schatten, denn auf der anderen Seite habe ich die Liebe meines Lebens kennen gelernt und geheiratet.“

## Titelliste
1. Fallen (Edit) – 4:21
2. Fallen (Album version) – 5:02
3. A Warrior’s Call – 4:20
4. Rebel Angel – 3:25

## Rezeption
Frank Albrecht vom deutschen Magazin Rock Hard beschrieb das Lied „Fallen“ in seiner Rezension des Albums Beyond Hell / Above Heaven als poppigen Ohrwurm. Robert Fröwein vom österreichischen Onlinemagazin Stormbringer.at beschrieb das Lied als „rockig flott, mit Volbeat-typischen, direkt in den Körper gehenden Gitarrenmelodien und einer 1A-Gesangsleistung“.
Die Single stieg auf Platz 13 der dänischen Singlecharts ein. In Schweden erreichte die Single Platz 16, in Finnland Platz 18 und in Deutschland Platz 62. In Dänemark wurde die Single im März 2019 mit einer Goldenen Schallplatte ausgezeichnet. Die Leser des deutschen Magazins Metal Hammer wählten Fallen zum besten Song des Jahres 2010. Das Musikvideo belegte in der Kategorie Bester Videoclip Platz vier.
Das deutsche Magazin SLAM entdeckte bei dem Refrain von „Fallen“ Ähnlichkeiten zum Lied „Out of Breath“ der US-amerikanischen Rockband Lifehouse.